# Нина Бочарова
Нина Антоновна Бочарова (на украински: Ніна Антонівна Бочарова; 24 септември 1924, Супруновка – 30 август 1920, Рим) е съветска гимнастичка, олимпийска шампионка. Заслужил майстор на спорта на СССР (1952).

## Биография
Родена е на 24 септември 1924 г. в село Супруновка, Полтавска област на Украинска ССР.
През 1948 г. завършва Киевския институт за физкултура (сега Национален университет за физическо възпитание и спорт на Украйна), треньор-преподавател. Състезава се за „Строител“ (Киев). Треньор – Михаил Дмитриев.
Наградена е с орден „Княгиня Олга“, I, II и III степен, медалите „Ветеран на труда“ (1979) и „В чест на 1500-годишнината на Киев“ и ордена „Национален олимпийски комитет на Украйна“ (2012).
Работи като старши треньор в спортните дружества „Строител“ (Москва, 1948 – 1958) и „Авангард“ (Киев, 1958 – 1968), както и като спортен инструктор към украинския съвет ДСО „Спартак“ (Киев, 1968 – 1979). От 1979 г. е пенсионерка и живее в Киев. Умира на 30 август 1920 г. в Рим и е потребана в Кампо Верано.

## Постижения
- Шампион на Олимпийските игри през 1952 г. в упражнението на греда и в отборното първенство, сребърен медалист от Олимпийските игри през 1952 г. в многобоя и в отборното упражнение.
- Световен шампион от 1954 г. в отборното първенство
- Абсолютен шампион на СССР 1949 г.
- Шампион на СССР 1951 г. в упражнения на успоредка, 1949 и 1951 г. в упражнения на греда

Нина Бочарова е известна с упражнение, което никой по света не е изпълнявал дотогава – напречен (мъжки) шпагат на успоредка.